# Attentato di Marina di Pisa
L'attentato di Marina di Pisa  trova le sue basi nel delitto dell'Archetto. Nell'attentato, commesso la sera del 13 febbraio 1971, rimase ucciso Giovanni Persoglio Gamalero, un giovane studente universitario e figlio del titolare di una delle imprese edili allora più note in Italia, la Gambogi Costruzioni. È la prima vittima, seppure involontaria, del terrorismo rosso.

## Il fatto
La notte tra sabato 13 febbraio e domenica 14 febbraio del 1971, uno studente universitario pisano di 29 anni laureando in ingegneria, Giovanni Persoglio Gamalero, tornando a casa in compagnia della moglie Graziella Leandri da una serata in discoteca, alle 00:50 circa, sul lungomare di Marina di Pisa a bordo della sua auto Alfa Romeo 1750, si fermò a controllare la provenienza di un filo di fumo che aveva visto uscire dalla macelleria di Aldo Meucci. Una volta sceso dalla vettura venne travolto da una forte esplosione provocata da una bomba: vari frammenti metallici penetrarono tutto il corpo, in particolare l'addome e la coscia destra, dove un frammento metallico, il più grosso e contundente, gli lacerò di netto l'arteria femorale. I soccorsi furono chiamati da alcuni giovani, che si trovavano nella vicina piazza Sardegna, e dalla moglie rimasta miracolosamente illesa. I soccorsi, arrivati con notevole ritardo (quasi due ore) non poterono far altro che constatare il decesso durante il trasporto in ospedale, dovuto alla lacerazione dell'arteria femorale.

## Le indagini
La scomparsa di Giovanni Persoglio Gamalero suscitò un'enorme impressione a livello nazionale. L'esplosione era stata provocata da un ordigno collocato sulla soglia di marmo della macelleria, nello spazio fra la saracinesca e una porta a vetri; dalla ricostruzione dei fatti si ipotizzò che la miccia, fissata alla porta, era lunga almeno un metro e mezzo e che la quantità di esplosivo adoperata fosse di 300-400 grammi di tritolo compressi in un contenitore metallico. 
Dalle prime conclusioni sembrò che gli attentatori non avessero premeditato un omicidio, ma piuttosto che volessero intimorire il proprietario della macelleria Aldo Meucci, malvisto da certi elementi di estrema sinistra e dagli anarchici.  Infatti il Meucci oltre a non aver aderito a uno sciopero degli operai della Fiat e ad avere 
simpatie per la destra, risultò dover riscuotere un credito da Piero Michelozzi, vecchio partigiano che aveva fatto parte delle formazioni di Giustizia e Libertà e suo vicino di casa. 
Per gli inquirenti cominciava a essere evidente che l'episodio era inquadrabile in un vasto progetto eversivo: la matrice era indubbiamente politica e l'attentato avrebbe dovuto essere un esempio. Il primo sospettato fu dunque il Michelozzi ma le indagini successive si concentrarono su Alessandro Corbara, amico del Michelozzi, sull'Osteria l'Archetto, covo degli estremisti di sinistra e degli anarchici, e in particolare sul suo titolare Luciano Serragli, noto per la sua fede politica comunista e le sue simpatie anarchiche; in realtà, ben presto le indagini si arenarono a causa della mancanza di testimoni. Tuttavia pochi mesi dopo le indagini ripartirono grazie al delitto dell'Archetto. Quest'ultimo fece emergere i testimoni chiave dell'attentato di Marina.

### Testimonianze
- Il 21 maggio Michele Montomoli, studente di chimica e assiduo frequentatore dell'osteria l'Archetto, dichiarò agli inquirenti che all'Archetto si discuteva spesso di attentati dinamitardi e che la sera di venerdì 12 febbraio 1971 Vincenzo Scarpellini, cameriere all'Archetto, gli aveva detto che anche a Pisa erano in programma una serie di attentati contro commercianti fascisti che, durante gli ultimi scioperi, avevano tenuto aperti i loro esercizi. In particolare gli aveva fatto il nome della macelleria a Marina di Pisa, e che avrebbe fatto passare l'ordigno esplosivo attraverso le maglie della saracinesca. Il giorno seguente al 12 febbraio lo Scarpellini confermò che l'attentato era per quella notte e durante una cena lo invitò a parteciparvi, in qualità di chimico. Gli disse che la bomba sarebbe stata piazzata da tre persone tra cui un esperto di esplosivi e che sarebbero andati sul posto con l'auto di uno dei tre. La mattina dopo, domenica 14, quando aveva saputo che a Marina era esploso un ordigno e che uomo aveva perso la vita, si era diretto all'Archetto e alla sua domanda se avesse effettivamente preso parte all'attentato, lo Scarpellini allargando le braccia aveva risposto: «Si, purtroppo è andata così». Successivamente avevano parlato anche con Luciano Serragli che aveva risposto: «La via della rivoluzione è lunga e piena di sangue».
- A fine giugno Tecla Puccini dichiarò l'attentato era stato organizzato da Alessandro Corbara.

## Prove
La prima perquisizione venne fatta il 14 agosto 1971 nell'ufficio del Corbara situato nel palazzo della provincia in piazza Vittorio Emanuele II; venne ordinata dal magistrato dopo varie testimonianze e alcune precise lettere anonime arrivate in questura che lo indicavano come colui che aveva ideato l'omicidio e l'attentato di Marina, oltre che il preparatore esperto della bomba di Marina di Pisa. Durante la perquisizione si trovarono esplosivi, micce, inneschi di vario tipo, detonatori. Inoltre nei suoi cassetti si trovarono degli appunti, raggruppati con il titolo Valutazioni politiche del nostro gruppo, che parlavano di azioni clandestine e gruppi armati analoghi a quelli delle nascenti Brigate Rosse; gli appunti nella sentenza di condanna vennero definiti «più esplosivi degli esplosivi». Venne anche rinvenuto un libro intitolato Gli esplosivi, completo di annotazioni e sottolineature e un sacchetto di plastica con una polvere rosa, il Monferrito

### Il diario di Corbara e le Brigate Rosse
Stando alla sentenza, nel diario di Corbara: «si saluta con esultanza il nascere e l'avanzare dei gruppi rivoluzionari; si parla dell'influenza vaticana e americana sul nostro assetto politico e sociale, della DC, del governo di centrosinistra e dell'affare Sifar; si sostiene che «quando si toccano le basi stesse del già scarso ordinamento costituzionale, non si può combattere solo pacificamente.». Insomma si prospetta la necessità di seguire due linee parallele: un'azione politica palese nelle forme tradizionali e un'azione clandestina che «arrechi danni materialmente concreti; distruzione del materiale della proprietà, qualche lezione anche pesante e personale al capitalista che attua il giro di vite o al funzionario di polizia troppo zelante; attacco diretta di sorpresa all'ordine costituito.».
Alcuni mesi prima nei Fogli di lotta di sinistra proletaria diffusi da Renato Curcio e considerati l'anticamera ideologica e operativa delle Brigate Rosse, si poteva leggere: « … L'organizzazione della violenza è una necessità della lotta di classe... Contro le istituzioni che amministrano il nostro sfruttamento, contro le leggi e la giustizia dei padroni, la parte più decisa e cosciente del proletariato in lotta ha già cominciato a combattere per costruire una nuova legalità, nuovo potere. E per costruire la sua organizzazione»..
Non è difficile rilevare una sintonia fra i documenti che testimoniano la nascita di gruppi terroristi al nord e gli scenari descritti nelle carte sequestrate a Pisa nell'ufficio del Corbara, nelle quali si possono leggere anche appunti che «si occupano dell'organizzazione del gruppo e del suo collegamento con altri gruppi autonomi con simili; su come raccogliere informazioni su campi militari, partiti, aeroporti, caserme. Su uomini di governo o comunque occupanti posti di rilievo; su come intercettare o disturbare le altrui comunicazioni e predisporre propri mezzi di trasmissione; come curare la preparazione fisica degli uomini all'azione clandestina; come provvedere al loro armamento ed equipaggiamento»
Il gruppo che si era formato all'Archetto, coagulo dei più estremisti gruppi del dopo-68, si era dato un programma che, più tardi, comparve nel bagaglio dei movimenti più determinati e militarizzati.

## Sentenza
- Alessandro Corbara e Vincenzo Scarpellini furono condannati a otto anni di reclusione per l'omicidio colposo di Giovanni Persoglio e a un anno e sei mesi per la detenzione di armi ed esplosivi.